# Ningaui
Ningaui — рід родини сумчастих хижаків, всі види якого мешкають в Австралії, у посушливих луках та саванах. Типовий вид: Ningaui timealeyi.

## Морфологія
Морфометрія. Довжина голови й тіла: 46—57 мм, довжина хвоста: 59—79 мм, вага 2—13 грамів.
Опис. Верхні частини тіла від темно-коричневого до чорного кольору, низ тіла зазвичай жовтуватий, а сторони обличчя від оранжево-рожевого до жовтувато-коричневого кольору. Хвіст тонкий, без китиці або гребеня. У самиць Ningaui ridei і Ningaui yvonneae сім молочних залоз, у Ningaui timealeyi — шість. Цей рід вважається найбільш близьким до Sminthopsis, але відрізняються меншими розмірами, більш довгим волоссям, більш широкими задніми ступнями.

## Поведінка
Вони ведуть нічний спосіб життя, ховаючись вдень в щільній пагорбовій рослинності, невеликих норах, або порожніх колодах. Вони полюють на комах та інших безхребетних і, можливо, дрібних хребетних. У неволі N. yvonneae часто були знайдені введеними в стан щоденного заціпеніння, особливо у зв'язку з низькою температурою і утриманням від їжі. Самці N. timealeyi стають агресивними по відношенню один до одного під час сезону розмноження а самиці з малюками в сумці відганяють інших дорослих геть.

## Розмноження
У роки з хорошою кількістю опадів репродуктивний період N. timealeyi може тривати з вересня до березня (навесні і влітку), а в інші роки період розмноження обмежений листопадом-січнем. Зазвичай самки народжують 5-6 дитинчат, яких вони виношують у простій сумці чи складці. До березня в більшість років популяція N. timealeyi складається переважно з уже незалежної молоді. Вони досягають статевої зрілості в кінці зими. Дослідження групи N. ridei показало, що вагітність триває від 13 до 21 днів і більшість виводків містять сім дитинчат. Дітей вигодують молоком 42-44 діб, потім вони залишаються у гнізді і переходять до самостійного життя у віці 76-81 днів.